# Korīzāgheh
Korīzāgheh (persiska: کریزاغه, Kor Zāgheh) är en ort i Iran.   Den ligger i provinsen Kermanshah, i den nordvästra delen av landet, 400 km väster om huvudstaden Teheran. Korīzāgheh ligger 1 852 meter över havet och antalet invånare är 289.
Terrängen runt Korīzāgheh är varierad.Runt Korīzāgheh är det ganska tätbefolkat, med 70 invånare per kvadratkilometer. Närmaste större samhälle är Barnāj, 18,0 km sydost om Korīzāgheh. Trakten runt Korīzāgheh består i huvudsak av gräsmarker.